# 毛鞘芦竹
毛鞘芦竹（学名：[Arundo donax var. coleotricha] 错误：{{Lang}}：文本有斜体标记（帮助））为禾本科芦竹属下的一个变种。

## 扩展阅读
- 維基物種上的相關：毛鞘芦竹